# Uniwersytet Stanforda

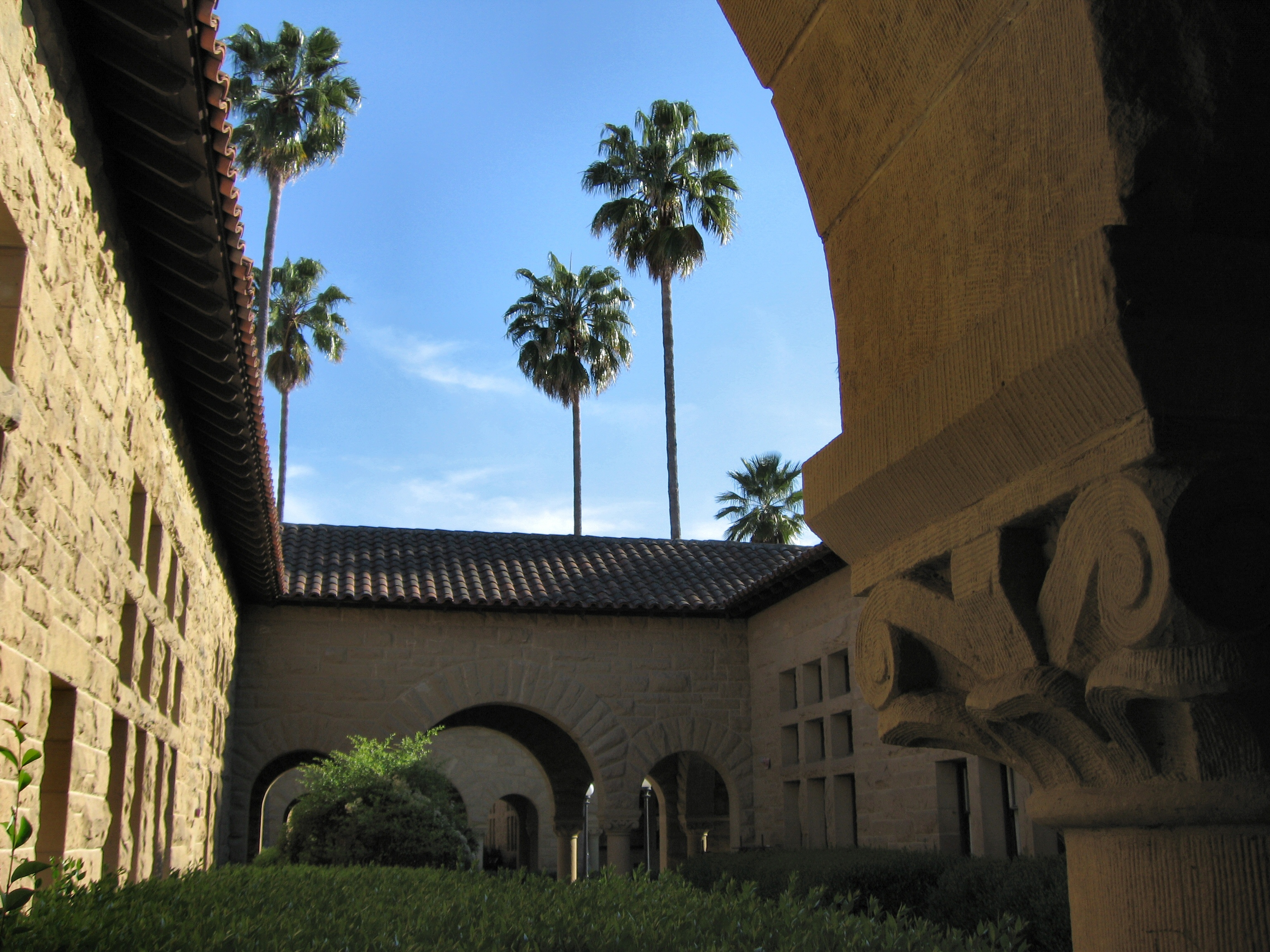
Stanford University

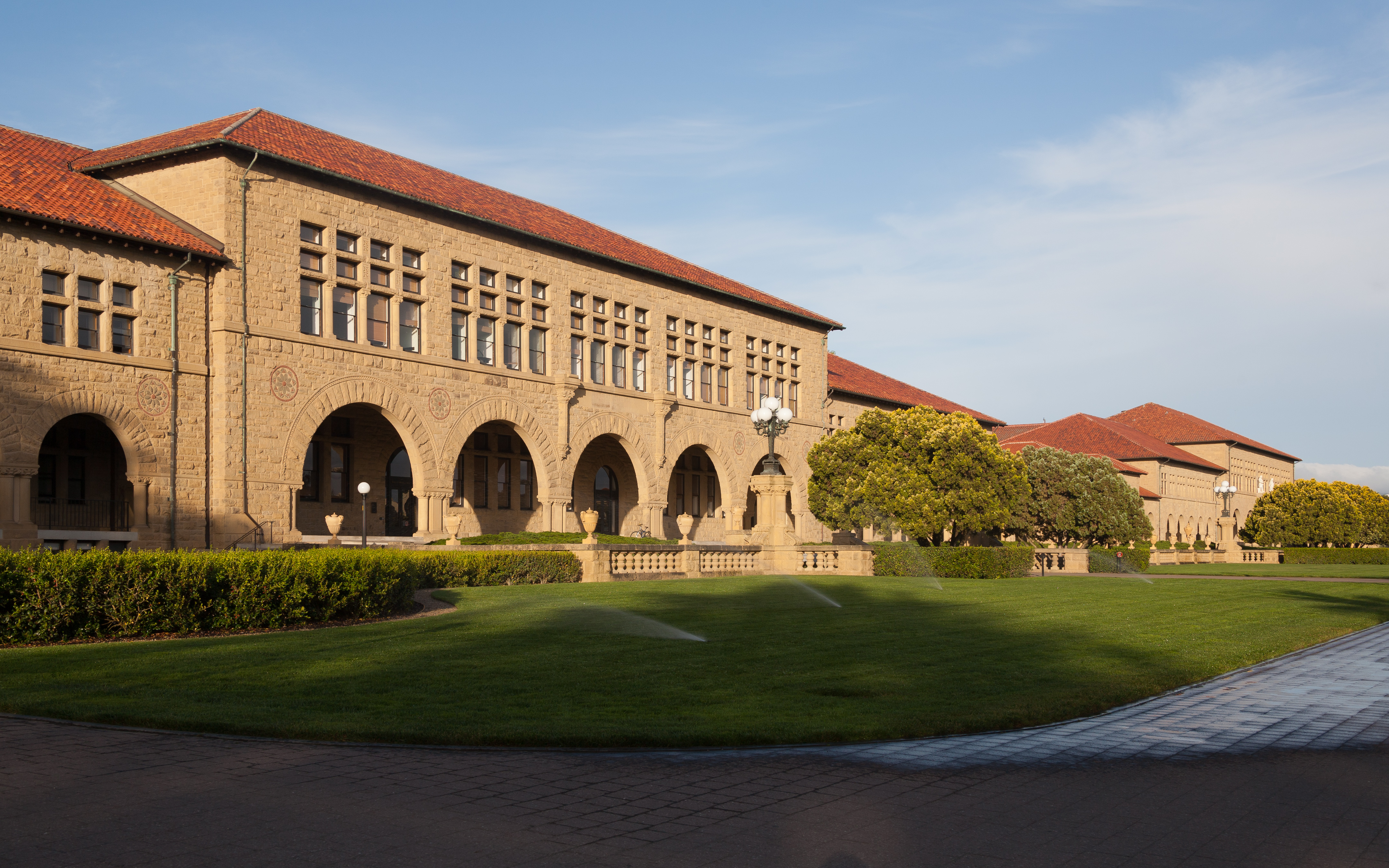
Stanford University Main Quad

Uniwersytet Stanforda, The Leland Stanford Junior University (ang. Stanford University) – prywatna uczelnia w Stanfordzie, w Dolinie Krzemowej, w Stanach Zjednoczonych, jeden z najbardziej prestiżowych uniwersytetów świata.
Stanford jest sklasyfikowany na drugim miejscu w ogólnym rankingu wszystkich uniwersytetów na świecie opracowanym przez Akademicki Ranking Uniwersytetów Świata i zajmuje czwarte miejsce w Stanach Zjednoczonych w rankingu programów studiów licencjackich U.S. News & World Report.
W skład majątku uczelni wchodzi m.in. fundusz uniwersytecki w wysokości 16,2 mld dolarów, trzeci co do wysokości fundusz akademicki na świecie.

## Historia
Stanford University został założony przez byłego gubernatora Kalifornii, senatora Lelanda Stanforda i jego żonę Jane Lathrop Stanford w 1891 na cześć zmarłego w 1884 na dur brzuszny dwa miesiące przed swymi szesnastymi urodzinami syna, Lelanda Stanforda juniora. Stanfordowie twierdząc, że nic więcej nie mogą dla niego zrobić, postanowili uczynić Stanforda juniora patronem uniwersytetu, „aby dzieci Kalifornii były naszymi dziećmi” (ang. „the children of California shall be our children”).
Akt założenia został napisany 11 listopada i zaakceptowany 14 listopada 1885. Kamień węgielny został położony 14 maja 1887 i po sześciu latach, 1 października 1891 uniwersytet został otwarty. Naukę rozpoczęło 559 studentów i 15 wykładowców. Absolwenci tej uczelni stworzyli firmy takie jak Hewlett-Packard, Electronic Arts, Sun Microsystems, Nvidia, Yahoo!, Cisco Systems, Silicon Graphics, Google, Nike, czy Gap.

## Działalność
Każdego roku Stanford przyjmuje około 6800 studentów studiów licencjackich oraz około 8300 studentów studiów magisterskich i doktoranckich ze Stanów Zjednoczonych i całego świata. Uniwersytet jest podzielony na szkoły, do których należą: Stanford Graduate School of Business, Stanford Law School, Stanford University School of Medicine oraz Stanford University School of Engineering.
Od roku 2011, na Stanford wysyłane są regularnie 40-osobowe grupy polskich naukowców w ramach ministerialnego programu TOP 500 Innovators.
Stanford zwyciężał w programie sportowym Pucharu Dyrektorów NACDA w ostatnich piętnastu latach. Jest jednym z dwóch prywatnych uniwersytetów rywalizujących w ramach Pacific-12 Conference, a jego głównym rywalem w sportowych zmaganiach jest Uniwersytet Kalifornijski w Berkeley.
Uczelnia posiada największy kampus w USA.

## Wykładowcy
- Janusz Bełza[7]
- Karol Berger
- Kazimierz Grzybowski
- Michał Kosiński